# Marichal Ketin

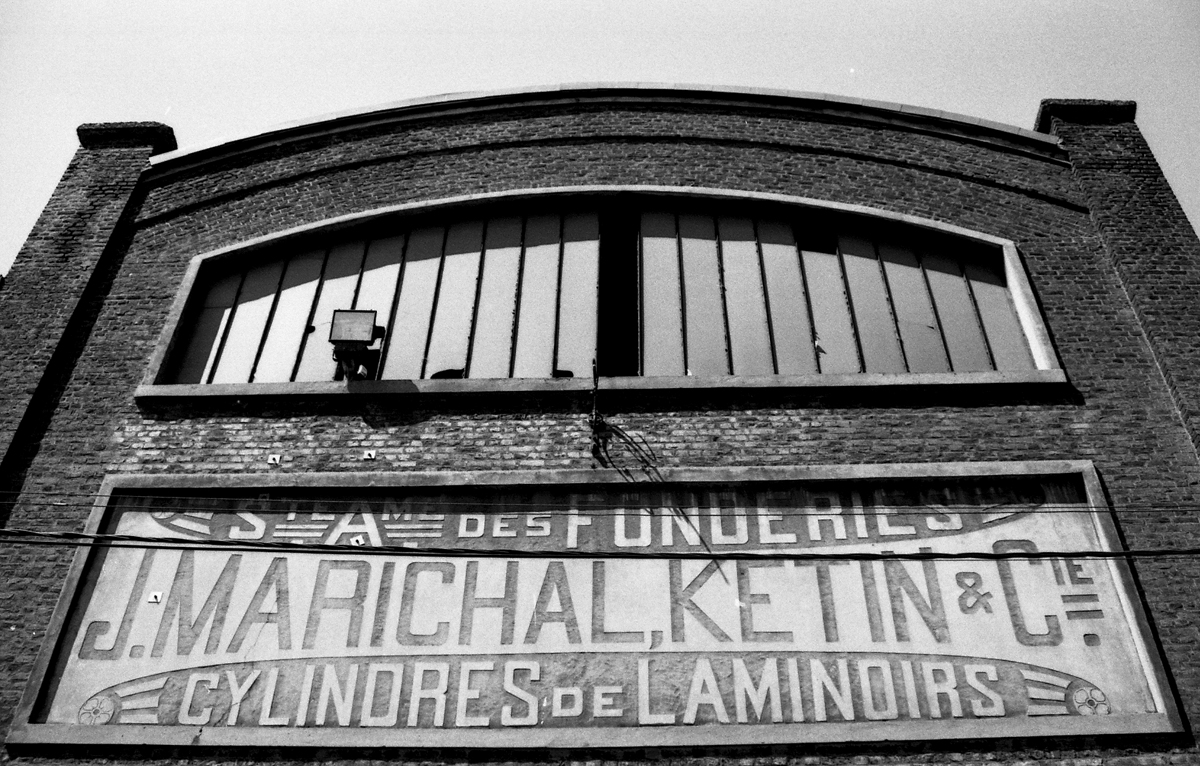
Historische Fassade der Fabrik

Marichal Ketin (amtlich: Fonderies J. Marichal Ketin & Cie., kurz: MK) ist ein in Lüttich ansässiges belgisches Unternehmen im Bereich der Stahlgussherstellung. Es wurde von dem Ingenieur Jean Marichal-Ketin 1911 gegründet und war anfangs auf Zylinder- und Walzstahlerzeugnisse spezialisiert. Schon damals wurden Werkstücke mit einem Gewicht von 4 t bis 40 t verarbeitet. 1951 war das Unternehmen der erste europäische Hersteller für Wälzlager in Verbundwerkstoffen. 1970 wurde ein Warmbandwalzwerk für Walzen errichtet, die als Einzelanfertigungen nach Kundenwunsch aus unterschiedlichen Stahllegierungen hergestellt werden. 120 Arbeiter fertigen jährlich zwischen 750 und 850 Walzen.
Das Werksgelände liegt am linken Ufer der Maas im Lütticher Industrievorort Sclessin. Bis in die 1970er Jahre konnten dort Schiffe anlegen, dann wurde der Kai zur Nationalstraße 617 ausgebaut, die seitdem den Fluss vom Werksgelände trennt. Es besteht ein Gleisanschluss zur Strecke Lüttich–Namur.
Im Geschäftsjahr 2012/2013 wurden 64 % des Umsatzes durch den Export in Länder außerhalb der Europäischen Union erzielt. Hauptanteilseigner von Marichal Ketin ist mit 72 % die deutsche Gontermann-Peipers-Gruppe.